# Anne Margrethe Qvitzow
Anne Margrethe Qvitzow (18. marts 1652 på Sandagergård ved Bogense - ca. 1700) var en lærd adelsdame og oversætter.

## Familie
Anne Margrethe Qvitzow voksede op i adelsfamilie som datter af officeren Erik Qvitzow (1616 - 1678) og Susanne Juel (d. 1685). Den eneste kilde vi har til hendes barndom består af et brev, hun selv har skrevet som 21-årig på opfordring af Otto Sperling den yngre, der systematisk samlede beskrivelser af lærde kvinder. Brevet er blevet bevaret for eftertiden og kan findes i håndskrift på Det Kgl. Bibliotek. Det er skrevet på latin, fylder ni sider i oktavform og er dateret 1673.

## Uddannelse
I brevet fortæller hun, at hun havde kærlige forældre, der gik op i måde hendes fysiske helbred og hendes intellekt. Hendes første uddannelse handlede om kristendommen og da hun viste sig at være lærenem, bestemte hendes moder sig for at lære hende at læse. Angiveligt tillærte hun sig denne færdighed allerede som 4-årig. Herefter fortsatte hendes moder med at lære hende tysk og begynder latin. Den unge Qvitzow fik også overtalt forældrene til at lade hende få indblik i mange andre fag såsom astronomi, geometri, logik og musikvidenskab. Som 10-årig fik hun Johannes Thomsen fra Svendborg som privatlærer, og han lod hende også studere græsk.
Fem år efter, i 1667, rejste Johannes Thomsen, men Qvitzow fortsatte, med forældrenes opmuntring og støtte, sine studier alene, især i latin. Som en øvelse oversatte hun Ciceros De officiis (Om pligterne) og Cæsars tre første bøger De bello gallico (Om gallerkrigen), alle fire fra latinsk til dansk. Hendes oversættelse af Cæsar er bevaret og kan findes i håndskrift på Karen Brahes Bibliotek i Landsarkivet i Odense.
Qvitzow kastede sig over mange forskellige ting, f.eks. aritmetik med onklen Henning Qvitzow, som døde i 1672. Herefter opfordrede den lokale præst, Johannes Olsen, hende til at fortsætte sine studier og lovede hende tillige at lære hende hebraisk. Han døde dog, før det kunne realiseres. Hun fortsatte derfor selv med studierne inden for fransk og latin mens faderen lærte hende elementær astronomi.
Hun formåede aldrig at specialisere sig inden for et specielt felt da hun, ifølge brevet til Sperling, ikke kunne se formålet. Hun kunne dog ikke følge påstanden om, at vejen til lærdom for kvinder skulle være vanskelig.

## Ægteskab og død
Tre et halvt år efter Qvitzow sendte sit brev til Sperling giftede hun sig med den forgældede adelsmand Christian von Pappenheim (d. ca. 1705).
I 1685 digtede hun et kort sørgedigt over Ove Rosenkantz Axelsen og herefter er hun tabt for historien. Hendes nøjagtige dødsår kendes ikke.